# Dalbergia duperreana
Dalbergia duperreana är en ärtväxtart som beskrevs av Jean Baptiste Louis Pierre. Dalbergia duperreana ingår i släktet Dalbergia, och familjen ärtväxter. Inga underarter finns listade i Catalogue of Life.